# Roland Drew
Pour les articles homonymes, voir Drew.

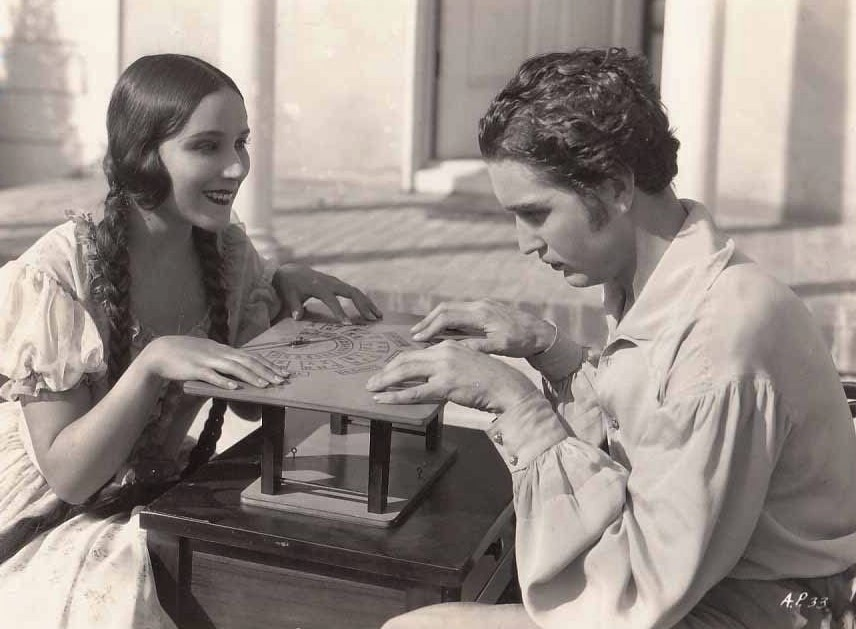
Avec Dolores del Río,
dans Ramona (1928)

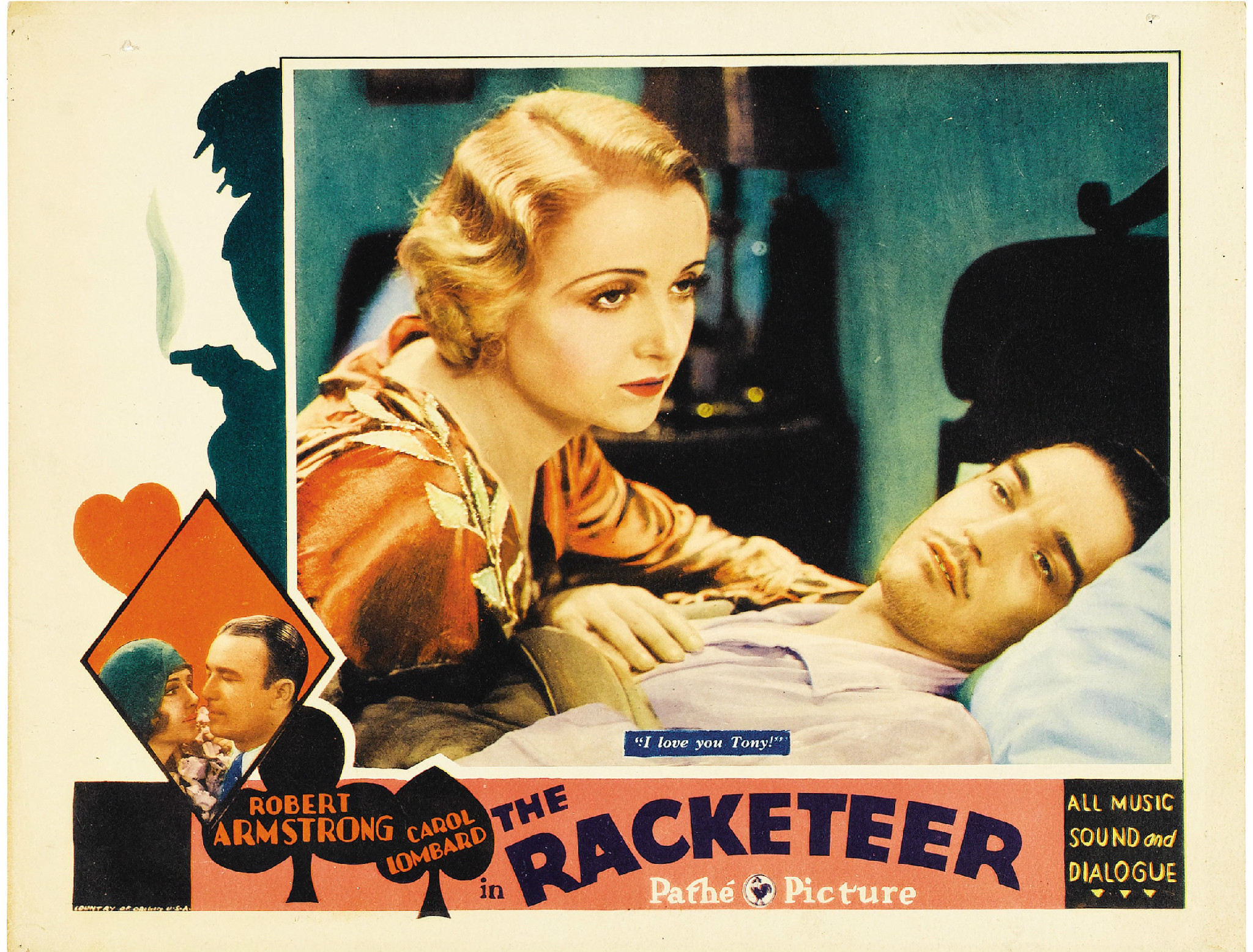
Avec Carole Lombard,
dans The Racketeer (1929, poster)

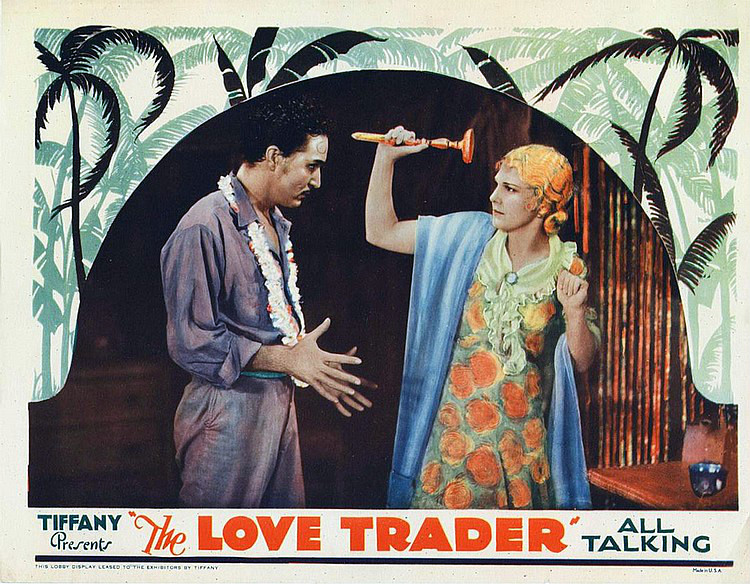
Avec Leatrice Joy,
dans The Love Trader (1930, poster)

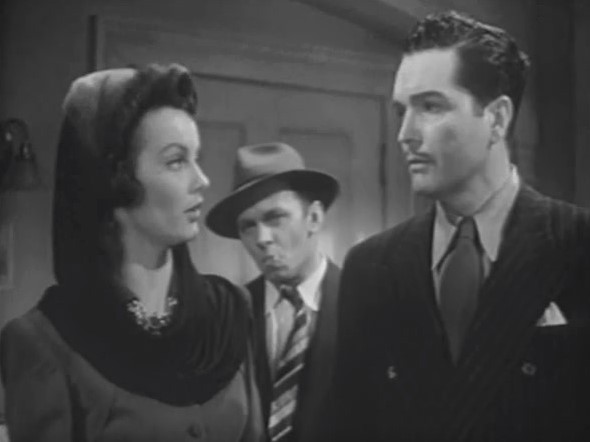
Avec Faye Emerson,
dans Lady Gangster (1942)

Walter David Goss, né le 4 août 1900 à New York (quartier d'Elmhurst, Queens) et mort le 17 mars 1988 à Santa Monica (Californie), est un acteur puis styliste américain, connu sous le nom de scène de Roland Drew.

## Biographie
Roland Drew débute au cinéma dans deux films muets sortis en 1926, dont Mondaine de Richard Rosson et Lewis Milestone (avec Gloria Swanson et Eugene O'Brien). Suivent notamment Ramona d'Edwin Carewe (1928, avec Dolores del Río et Warner Baxter) et The Racketeer d'Howard Higgin (1929, avec Carole Lombard et Robert Armstrong).
Le dernier de sa soixantaine de films américains est Two O'Clock Courage d'Anthony Mann (1945, avec Tom Conway et Ann Rutherford). Entretemps, comme second rôle ou dans petits rôles non crédités, il apparaît entre autres dans Les Aventures de Tom Sawyer de Norman Taurog (1938, avec Ann Gillis et Walter Brennan), le serial Flash Gordon Conquers the Universe de Ford Beebe et Ray Taylor (1940, avec Buster Crabbe dans le rôle-titre et Charles Middleton) et Griffes jaunes de John Huston (1942, avec Humphrey Bogart et Mary Astor).
Au théâtre, il joue à Broadway (New York) dans deux pièces, Shooting Star de Noel Pierce et Bernard C. Schoenfeld (1933, avec Walter Baldwin et Lee Patrick), puis une adaptation par Sidney Howard du roman d'Humphrey Cobb Les Sentiers de la gloire (1935, avec Edgar Barrier et Jerome Cowan).
Définitivement retiré de l'écran après Two O'Clock Courage précité, Roland Drew se reconvertit comme styliste sur la côte californienne. Il meurt à Santa Monica en 1988, à 87 ans.

## Filmographie partielle
(films américains, sauf mention contraire)
- 1926 : Son fils avait raison (Fascinating Youth) de Sam Wood : Randy Furness
- 1926 : Mondaine (Fine Manners) de Richard Rosson et Lewis Milestone : Buddy Murphy
- 1926 : Son fils avait raison (Fascinating Youth) de Sam Wood
- 1927 : Sapeurs... sans reproche (Fireman, Save My Child) de A. Edward Sutherland : Walter
- 1928 : Ramona d'Edwin Carewe : Felipe
- 1928 : Lady Raffles (en) de Roy William Neill : Warren Blake
- 1929 : Evangeline d'Edwin Carewe : Gabriel
- 1929 : The Racketeer d'Howard Higgin : Tony Vaughan
- 1929 : Broadway Fever d'Edward F. Cline
- 1930 : The Love Trader (en) de Joseph Henabery : Tonia
- 1936 : From Nine to Nine d'Edgar G. Ulmer : Inspecteur Vernon
- 1937 : Bluff (en) (Thunder in the City) de Marion Gering (film britannique) : Frank
- 1937 : The Great Gambini (en) de Charles Vidor : Stephen Danby
- 1938 : The Goldwyn Follies de George Marshall : Igor (segment Forgotten Dance)
- 1938 : Les Aventures de Tom Sawyer (The Adventures of Tom Sawyer) de Norman Taurog : Dr Robinson
- 1939 : Hitler – Beast of Berlin (en) de Sam Newfield : Hans Memling
- 1940 : Le Saint reprend du service (The Saint Takes Over) de Jack Hively : Albert « Rocky » Weldon
- 1940 : Flash Gordon à la conquête de l'univers (Flash Gordon Conquers the Universe), serial de Ford Beebe et Ray Taylor : Prince Barin
- 1941 : Sergent York (Sergeant York) d'Howard Hawks : un officier
- 1941 : Dangerously They Live (en) de Robert Florey : Dr Murdock
- 1942 : L'Homme qui vint dîner (The Man Who Came to Dinner) de William Keighley : un journaliste
- 1942 : The Hidden Hand de Benjamin Stoloff : Walter Channing
- 1942 : Lady Gangster (en) de Robert Florey : Carey Wells
- 1942 : Griffes jaunes (Across the Pacific) de John Huston : Capitaine Harkness
- 1942 : Larceny, Inc. de Lloyd Bacon : Dan
- 1942 : Échec à la Gestapo (All trough the Night) de Vincent Sherman : un journaliste
- 1942 : Le Caïd (The Big Shot) de Lewis Seiler : Faye
- 1942 : Les Chevaliers du ciel (Captains of the Clouds) de Michael Curtiz : un officier
- 1943 : La Manière forte (The Hard Way) de Vincent Sherman : Roland
- 1944 : Les Aventures de Mark Twain (The Adventures of Mark Twain) d'Irving Rapper : un rédacteur en chef
- 1944 : Silent Partner (en) de George Blair : Harry Keating
- 1945 : Two O'Clock Courage d'Anthony Mann : Steve Maitlan

## Théâtre à Broadway (intégrale)
- 1933 : Shooting Star de Noel Pierce et Bernard C. Schoenfeld : Jackson Macy
- 1935 : Les Sentiers de la gloire (Paths of Glory), adaptation par Sidney Howard du roman éponyme d'Humphrey Cobb : Lieutenant Roget[2]